# Kescheid
Kescheid é um município da Alemanha localizada no distrito de Altenkirchen, na associação municipal de Verbandsgemeinde Flammersfeld, no estado da Renânia-Palatinado.

## População
| - 1815 – 112 - 1835 – 145 - 1871 – 175 - 1905 – 144 - 1939 – 141 - 1950 – 167 | - 1961 – 137 - 1965 – 136 - 1970 – 112 - 1975 – 124 - 1980 – 115 - 1985 – 97 | - 1987 – 84 - 1990 – 97 - 1995 – 119 - 2000 – 139 - 2005 – 134 |